# Giro dell'Emilia

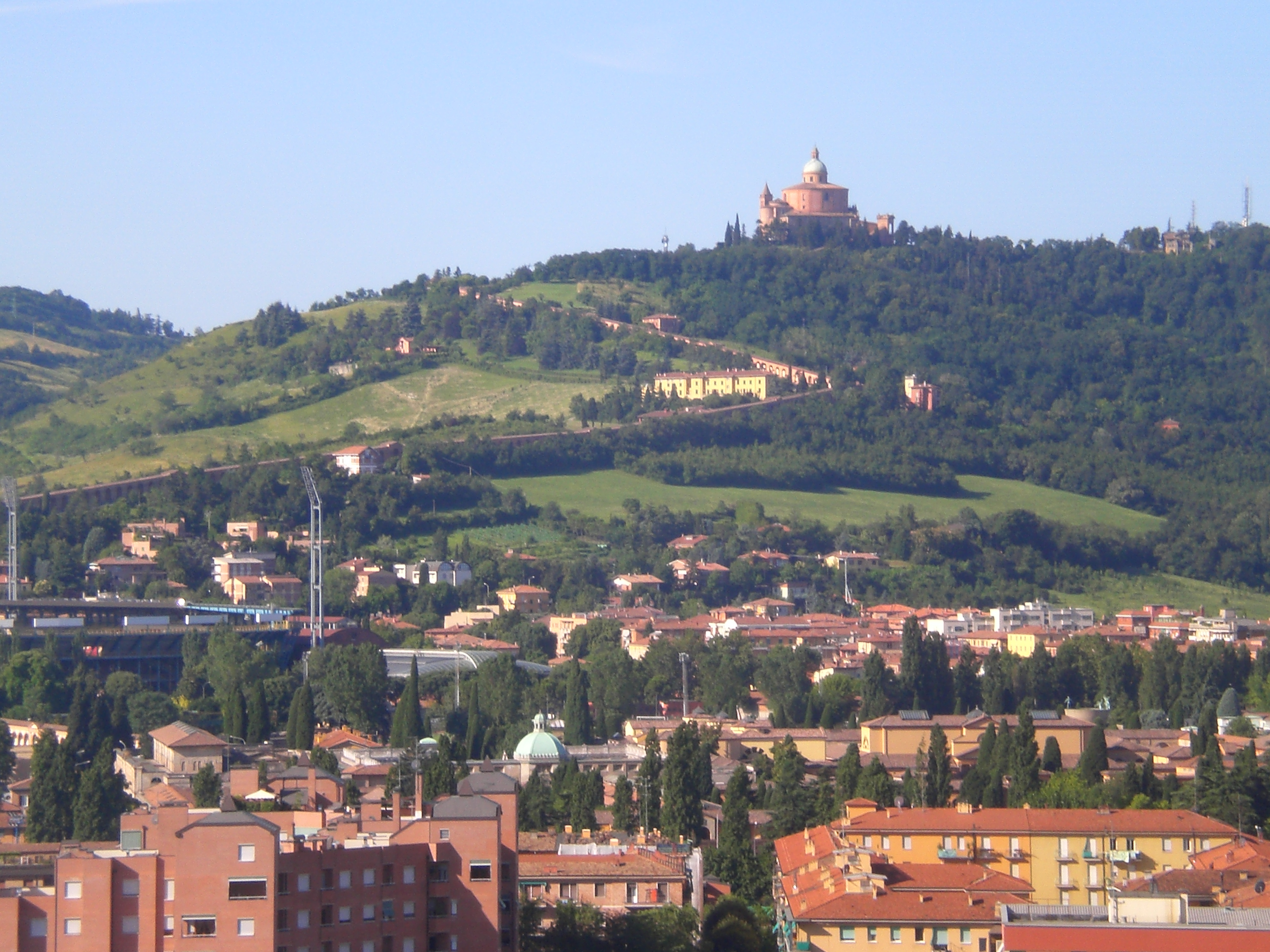
Santuario della Madonna di San Luca på backens topp skall passeras fyra gånger innan målgång, som sker när man kommer upp dit för femte gången. Vägen upp går längs en 3,8 km lång pelargång med 666 valv (vilken skymtas på bilden). Stigningen är cirka 2 km lång på i genomsnitt cirka 10%.

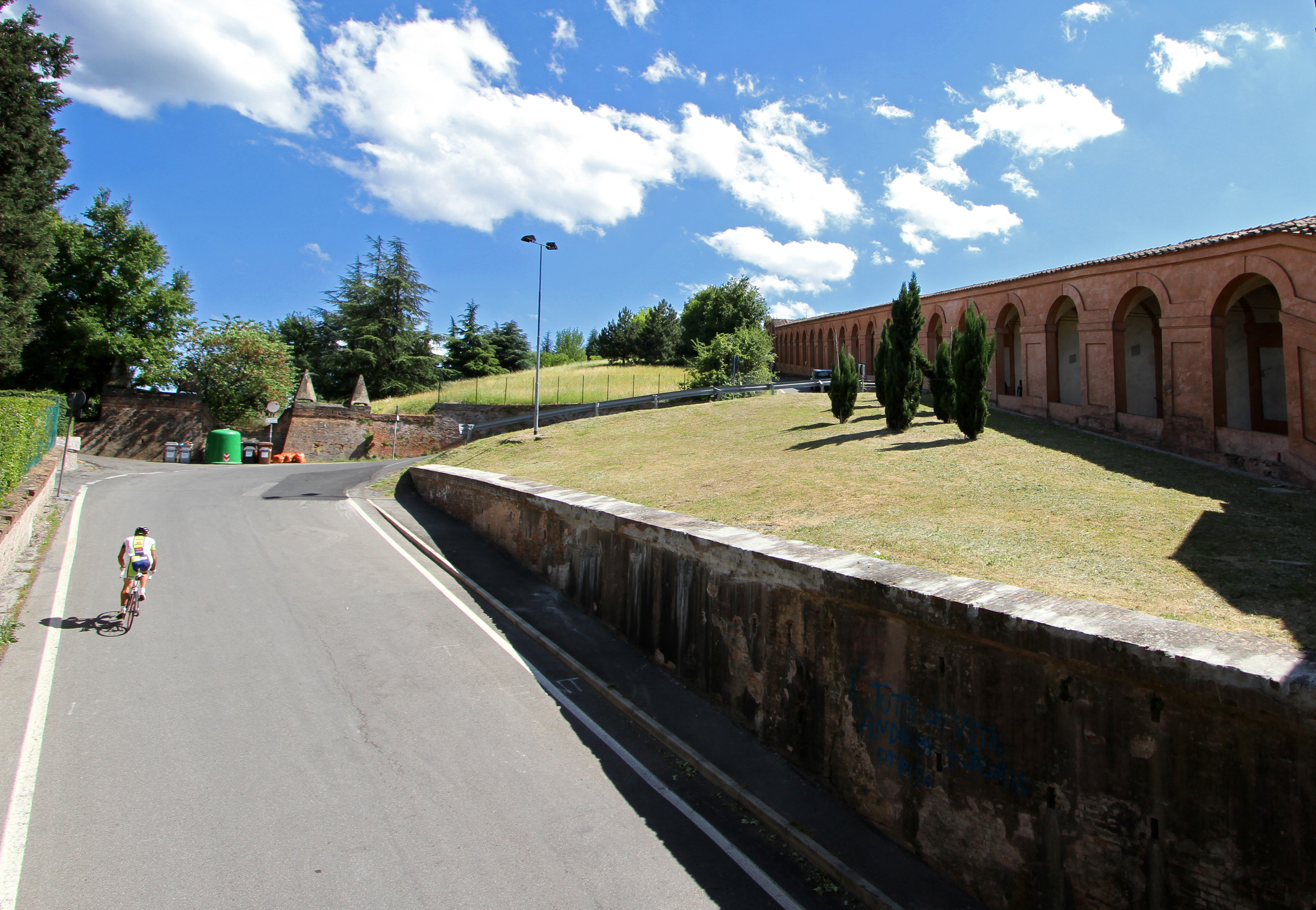
Cyklist på väg upp på vägen längs pelargången.

Giro dell'Emilia är ett italienskt endagslopp på cykel som arrangeras årligen (av Gruppo Sportivo Emilia) kring Bologna, Emilia-Romagna. Det ingår i UCI ProSeries sedan denna bildades 2020 (kategori 1.Pro) och dessförinnan i UCI Europe Tour (då rankat i den högsta klassen, 1.HC). Loppet har vanligtvis start i Bologna, tar en sväng på drygt 15 mil söderut upp i Apenninerna (sträckningen varierar, men går ofta över Passo Brasimone vid Castiglione dei Pepoli) och avslutas med fyra varv på en 9,3 km lång slinga med en kraftig 2 km lång stigning upp till klostret Santuario della Madonna di San Luca. Det räknas som ett av de mest prestigefyllda loppen i Italien, liksom ett av de mest klassiskt historiska loppen.
Dagen efter kördes, från 1996 till 2019, Gran Premio Bruno Beghelli med start och mål i Monteveglio (20 km väster om Bologna) - en tävling som, liksom Giro dell'Emilia, var arrangerad av Gruppo Sportivo Emilia.

## Podieplaceringar[6][7]
| År         | Vinnare             | Tvåa                | Trea                |
| 1909       | Eberardo Pavesi     | Giuseppe Brambilla  | Luigi Ganna         |
| 1910       | Luigi Ganna         | Pierino Albini      | Alfredo Sivocci     |
| 1911       | Clemente Canepari   | Vincenzo Borgarello | Carlo Durando       |
| 1912       | Ugo Agostoni        | Giuseppe Santhia    | Costante Girardengo |
| 1913       | Alfonso Calzolari   | Ezio Corlaita       | Carlo Durando       |
| 1914       | Ezio Corlaita       | Costante Girardengo | Carlo Durando       |
| 1915- 1916 | ej avhållet         | ej avhållet         | ej avhållet         |
| 1917       | Angelo Gremo        | Luigi Lucotti       | Costante Girardengo |
| 1918       | Costante Girardengo | Leopoldo Torricelli | Alfonso Calzolari   |
| 1919       | Costante Girardengo | Ezio Corlaita       | Lauro Bordin        |
| 1920       | Giovanni Brunero    | Costante Girardengo | Emilio Petiva       |
| 1921       | Costante Girardengo | Giovanni Brunero    | Bartolomeo Aimo     |
| 1922       | Costante Girardengo | Alfredo Sivocci     | Ugo Agostoni        |
| 1923       | Michele Gordini     | Giuseppe Enrici     | Pasquale Di Pietro  |
| 1924       | Pietro Linari       | Gaetano Belloni     | Costante Girardengo |
| 1925       | Costante Girardengo | Alfredo Binda       | Giovanni Brunero    |
| 1926       | ej avhållet         | ej avhållet         | ej avhållet         |
| 1927       | Domenico Piemontesi | Alfredo Binda       | Allegro Grandi      |
| 1928       | Alfonso Piccin      | Pietro Fossati      | Michele Mara        |
| 1929       | Allegro Grandi      | Adolfo Bordoni      | Felice Gremo        |
| 1930       | Mario Bonetti       | Camillo Erba        | Attilio Pavesi      |
| 1931       | Glauco Servadei     | Giovanni Tulipani   | Renato Scorticati   |
| 1932- 1933 | ej avhållet         | ej avhållet         | ej avhållet         |
| 1934       | Marco Cimatti       | Romeo Rossi         | Mario Simoni        |
| 1935       | Aldo Bini           | Eugenio Gestri      | Ruggero Balli       |
| 1936       | Giuseppe Olmo       | Olimpio Bizzi       | Pietro Rimoldi      |
| 1937       | Cesare Del Cancia   | Adriano Vignoli     | Giovanni Gotti      |
| 1938       | Corrado Ardizzoni   | Bianco Bianchi      | Renzo Silvestri     |
| 1939       | Serafino Biagioni   | Doro Morigi         | Giovanni Brotto     |
| 1940       | Osvaldo Bailo       | Mario Ricci         | Pietro Rimoldi      |
| 1941       | Fausto Coppi        | Enrico Mollo        | Gino Bartali        |
| 1942       | Adolfo Leoni        | Aldo Bini           | Cino Cinelli        |
| 1943       | Nedo Logli          | Primo Zuccotti      | Elio Bertocchi      |
| 1944- 1945 | ej avhållet         | ej avhållet         | ej avhållet         |
| 1946       | Adolfo Leoni        | Sergio Maggini      | Serse Coppi         |
| 1947       | Fausto Coppi        | Gino Bartali        | Alfredo Martini     |
| 1948       | Fausto Coppi        | Vittorio Rossello   | Settimio Simonini   |
| 1949       | Virgilio Salimbeni  | Sergio Pagliazzi    | Silvio Pedroni      |
| 1950       | Luciano Maggini     | Enzo Nannini        | Danilo Barozzi      |
| 1951       | Luciano Maggini     | Giorgio Albani      | Sergio Pagliazzi    |
| 1952       | Gino Bartali        | Giuseppe Minardi    | Fausto Coppi        |
| 1953       | Gino Bartali        | Giancarlo Astrua    | Lido Sartini        |
| 1954       | Nino Defilippis     | Rino Benedetti      | Michele Gismondi    |
| 1955       | Nino Defilippis     | Bruno Monti         | Eugenio Bertoglio   |
| 1956       | Bruno Monti         | Adolfo Grosso       | Rino Benedetti      |
| 1957       | Bruno Monti         | Giuseppe Fallarini  | Angelo Conterno     |
| 1958       | Diego Ronchini      | Noé Conti           | Vito Favero         |
| 1959       | Ercole Baldini      | Alessandro Fantini  | Walter Martin       |
| 1960       | Pierino Baffi       | Diego Ronchini      | Carlo Brugnami      |
| 1961       | Diego Ronchini      | Giorgio Zancanaro   | Franco Balmamion    |
| 1962       | Bruno Mealli        | Walter Martin       | Antonio Suárez      |
| 1963       | Italo Zilioli       | Silvano Ciampi      | Giovanni Bettinelli |
| 1964       | ej avhållet         | ej avhållet         | ej avhållet         |
| 1965       | Michele Dancelli    | Adriano Durante     | Franco Bitossi      |
| 1966       | Carmine Preziosi    | Italo Mazzacurati   | Luigi Zuccotti      |
| 1967       | Michele Dancelli    | Guido De Rosso      | Franco Bitossi      |

| År   | Vinnare                  | Tvåa                 | Trea               |
| 1968 | Gianni Motta             | Giancarlo Polidori   | Claudio Michelotto |
| 1969 | Gianni Motta             | Franco Bitossi       | Felice Gimondi     |
| 1970 | Franco Bitossi           | Italo Zilioli        | Michele Dancelli   |
| 1971 | Gianni Motta             | Ole Ritter           | Giancarlo Polidori |
| 1972 | Eddy Merckx              | Santiago Lazcano     | Felice Gimondi     |
| 1973 | Franco Bitossi           | Marcello Bergamo     | Miguel María Lasa  |
| 1974 | Francesco Moser          | Roger De Vlaeminck   | Constantino Conti  |
| 1975 | Enrico Paolini           | Felice Gimondi       | Alfredo Chinetti   |
| 1976 | Roger De Vlaeminck       | Italo Zilioli        | Glauco Santoni     |
| 1977 | Mario Beccia             | Bernt Johansson      | Phil Edwards       |
| 1978 | Bernt Johansson          | Wladimiro Panizza    | Alfio Vandi        |
| 1979 | Francesco Moser          | Pierino Gavazzi      | Silvano Contini    |
| 1980 | Gianbattista Baronchelli | Wladimiro Panizza    | Jørgen Marcussen   |
| 1981 | Pierino Gavazzi          | Francesco Moser      | Silvano Contini    |
| 1982 | Pierino Gavazzi          | Silvano Contini      | Emanuele Bombini   |
| 1983 | Cesare Cipollini         | Daniele Caroli       | Dag Erik Pedersen  |
| 1984 | Ezio Moroni              | Michael Wilson       | Roberto Ceruti     |
| 1985 | Acácio da Silva          | Claudio Corti        | Marino Lejarreta   |
| 1986 | Hubert Seiz              | Dag Erik Pedersen    | Pierino Gavazzi    |
| 1987 | Jean-François Bernard    | Moreno Argentin      | Jiří Škoda         |
| 1988 | Tony Rominger            | Maurizio Fondriest   | Rolf Sørensen      |
| 1989 | Dimitri Konyshev         | Maurizio Fondriest   | Mauro Gianetti     |
| 1990 | Davide Cassani           | Gilles Delion        | Yvon Madiot        |
| 1991 | Davide Cassani           | Ivan Gotti           | Charly Mottet      |
| 1992 | Gianni Bugno             | Davide Cassani       | Stephen Hodge      |
| 1993 | Maurizio Fondriest       | Pascal Richard       | Claudio Chiappucci |
| 1994 | Francesco Casagrande     | Maurizio Fondriest   | Davide Cassani     |
| 1995 | Davide Cassani           | Massimo Donati       | Alessio Di Basco   |
| 1996 | Michele Bartoli          | Luc Leblanc          | Bjarne Riis        |
| 1997 | Alexander Gontchenkov    | Sergio Barbero       | Felice Puttini     |
| 1998 | Mirko Celestino          | Massimo Donati       | Michele Bartoli    |
| 1999 | Michael Boogerd          | Massimo Donati       | Marcello Siboni    |
| 2000 | Gilberto Simoni          | Massimo Codol        | Mirko Celestino    |
| 2001 | Jan Ullrich              | Francesco Casagrande | Davide Rebellin    |
| 2002 | Michele Bartoli          | Ivan Basso           | Mickael Rasmussen  |
| 2003 | José Iván Gutiérrez      | Aleksandr Kolobnev   | Davide Rebellin    |
| 2004 | Ivan Basso               | Francesco Casagrande | Rinaldo Nocentini  |
| 2005 | Gilberto Simoni          | Fränk Schleck        | Mirko Celestino    |
| 2006 | Davide Rebellin          | Danilo Di Luca       | Giuseppe Di Grande |
| 2007 | Fränk Schleck            | Davide Rebellin      | Christopher Horner |
| 2008 | Danilo Di Luca           | Davide Rebellin      | Aleksandr Kolobnev |
| 2009 | Robert Gesink            | Jakob Fuglsang       | Thomas Lövkvist    |
| 2010 | Robert Gesink            | Dan Martin           | Michele Scarponi   |
| 2011 | Carlos Betancur          | Bauke Mollema        | Rigoberto Urán     |
| 2012 | Nairo Quintana           | Fredrik Kessiakoff   | Franco Pellizotti  |
| 2013 | Diego Ulissi             | Chris Anker Sørensen | Davide Villella    |
| 2014 | Davide Rebellin          | Ángel Madrazo        | Franco Pellizotti  |
| 2015 | Jan Bakelants            | Andrea Fedi          | Ángel Madrazo      |
| 2016 | Esteban Chaves           | Romain Bardet        | Rigoberto Uran     |
| 2017 | Giovanni Visconti        | Vincenzo Nibali      | Rigoberto Uran     |
| 2018 | Alessandro De Marchi     | Rigoberto Uran       | Dylan Teuns        |
| 2019 | Primož Roglič            | Michael Woods        | Sergio Higuita     |
| 2020 | Aleksandr Vlasov         | João Almeida         | Diego Ulissi       |
| 2021 | Primož Roglič            | João Almeida         | Michael Woods      |
| 2022 | Enric Mas                | Tadej Pogačar        | Domenico Pozzovivo |
| 2023 | Primož Roglič            | Tadej Pogačar        | Simon Yates        |
| 2024 | Tadej Pogačar            | Tom Pidcock          | Davide Piganzoli   |

## Giro dell'Emilia Internazionale Donne Elite
2014 instiftades även ett damlopp. Liksom herrloppet startar det i Bologna och avslutas med stigningen upp till Santuario della Madonna di San Luca (dock endast en gång). I övrigt är det bara cirka 100 km långt och går på Poslätten norr om staden, inte i Apenninernas bergstrakter i söder. Både herrar och damer kör samma dag. Loppet rankas som 1.1 av UCI. Dagen efter körs, sedan 2016, Gran Premio Bruno Beghelli Donne med start och mål i Monteveglio 20 km väster om Bologna (båda loppen arrangeras av Gruppo Sportivo Emilia).

### Podieplaceringar[9]
| År   | Vinnare                   | Tvåa                   | Trea                  |
| ---- | ------------------------- | ---------------------- | --------------------- |
| 2014 | Rossella Ratto            | Edwige Pitel           | Giorgia Bronzini      |
| 2015 | Elisa Longo Borghini      | Ashleigh Moolman-Pasio | Amber Neben           |
| 2016 | Elisa Longo Borghini      | Ashleigh Moolman-Pasio | Alena Amjaljusik      |
| 2017 | Tatiana Guderzo           | Rasa Leleivytė         | Rossella Ratto        |
| 2018 | Rasa Leleivytė            | Arlenis Sierra         | Cecilie Uttrup Ludwig |
| 2019 | Demi Vollering            | Elisa Longo Borghini   | Nikola Nosková        |
| 2020 | Cecilie Uttrup Ludwig     | Rasa Leleivytė         | Pauliena Rooijakkers  |
| 2021 | Margarita Victoria García | Arlenis Sierra         | Rachel Neylan         |
| 2022 | Elisa Longo Borghini      | Veronica Ewers         | Sofia Bertizzolo      |
| 2023 | Cecilie Uttrup Ludwig     | Marta Cavalli          | Juliette Labous       |
| 2024 | Elisa Longo Borghini      | Évita Muzic            | Juliette Labous       |
| 2025 |                           |                        |                       |